# 索泰勒
索泰勒（法語：Sautel，法語發音：[sotɛl]）是法国阿列日省的一个市镇，位于该省东部，属于富瓦区。

## 地理
索泰勒（42°58'35"N, 1°48'36"E）面积9.13 平方千米，位于法国奧克西塔尼大區阿列日省，该省份为法国西南部内陆省份，西部和北部与上加龙省接壤，东临奥德省，东南至东比利牛斯省接壤，南与安道尔和西班牙接壤。
与索泰勒接壤的市镇（或旧市镇、城区）包括：埃斯克拉涅、伊亚、拉罗克多尔姆、拉沃拉内、略拉克、普拉代特、赖萨克。

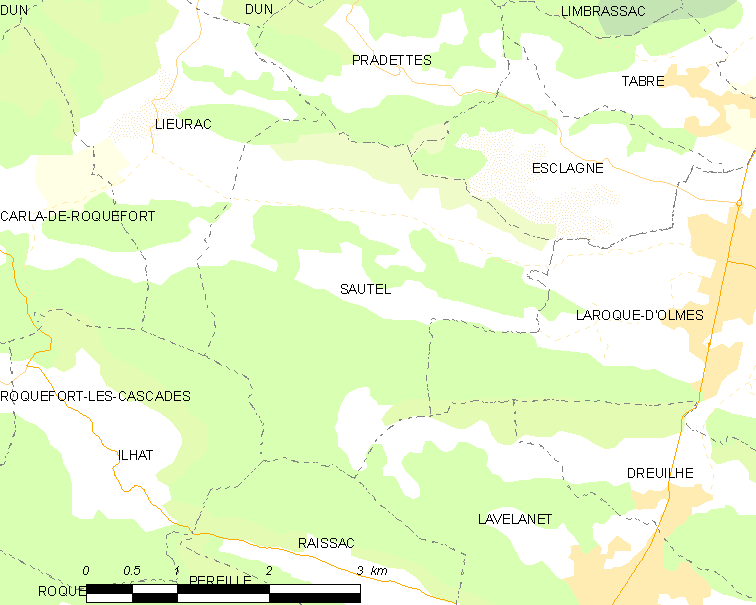
索泰勒的OSM定位图

索泰勒的时区为UTC+01:00、UTC+02:00（夏令时）。

## 行政
索泰勒的邮政编码为09300，INSEE市镇编码为09281。

## 政治
索泰勒所属的省级选区为奥尔姆地区县。

## 人口

1962-2008年间索泰勒人口变化图示

索泰勒于2022年1月1日时的人口数量为127人。